# Li Lingjuan
Li Lingjuan (chiń. 李玲娟 ur. 10 kwietnia 1966) – chińska łuczniczka sportowa. Srebrna medalistka olimpijska z Los Angeles.
Startowała w konkurencji łuków klasycznych. Zawody w 1984 były jej jedynymi igrzyskami olimpijskimi. Po srebro, pod nieobecność sportowców z części krajów tzw. Bloku Wschodniego, sięgnęła w rywalizacji indywidualnej, wyprzedziła ją jedynie Koreanka z Południa Seo Hyang-soon.